# Alindao Airport
Alindao Airport är en flygplats i Centralafrikanska republiken.   Den ligger i prefekturen Basse-Kotto, i den centrala delen av landet, 300 km öster om huvudstaden Bangui. Alindao Airport ligger 452 meter över havet.
Terrängen runt Alindao Airport är platt. Närmaste större samhälle är Alindao, 1,5 km nordost om Alindao Airport. 
I omgivningarna runt Alindao Airport växer huvudsakligen savannskog. Runt Alindao Airport är det glesbefolkat, med 14 invånare per kvadratkilometer.